# Meles Zenawi

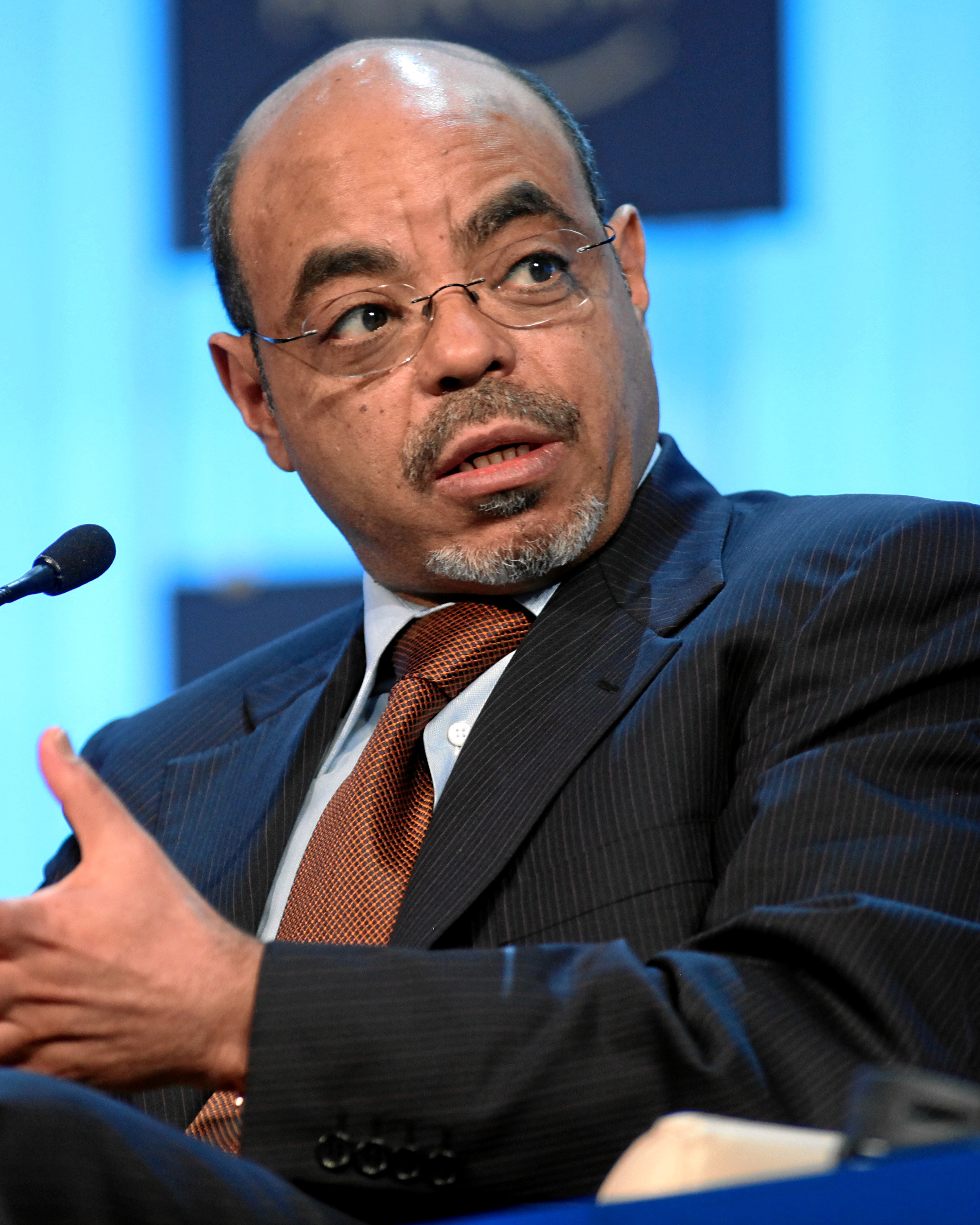
Meles Zenawi (Januar 2012)

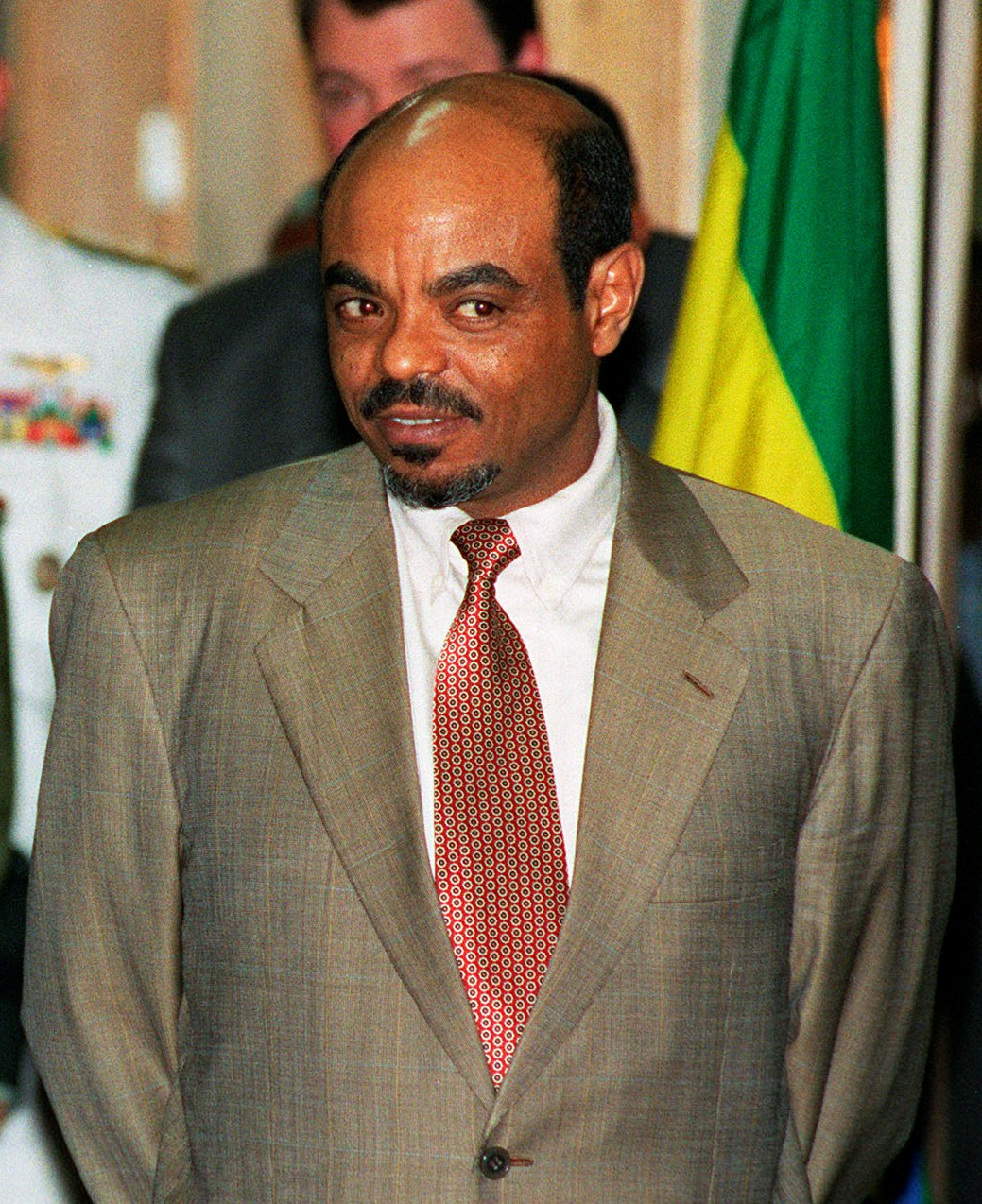
Meles Zenawi (Dezember 2002)

Legesse Meles Zenawi (äthiopisch: መለስ ዜናዊ; * 8. Mai 1955 in Adwa, Tigray als Legesse Zenawi; † 20. August 2012 in Brüssel) war ein äthiopischer Politiker und von 1995 bis zu seinem Tod Premierminister. Sein gebräuchlicher Rufname in Äthiopien war Meles, nicht Zenawi.

## Leben
Meles studierte ab 1972 Medizin an der Universität von Addis Abeba. Nach dem Sturz des Kaisers Haile Selassie und der Errichtung der kommunistischen Diktatur von Mengistu Haile Mariam brach er 1974 das Studium ab, kehrte in seine Heimatprovinz zurück und schloss sich der neu gegründeten Volksbefreiungsfront von Tigray (TPLF) an. 1983 gelangte er an die Spitze der Bewegung und führte ab 1989 ein breites Bündnis äthiopischer Oppositionsgruppen an. Mit der Unterstützung der Eritreischen Volksbefreiungsfront (EPLF) des damals zu Äthiopien gehörenden Eritrea gelang diesem Bündnis im Mai 1991 der Sturz des Mengistu-Regimes.
Er wurde Chef der Übergangsregierung und war seit den Wahlen 1995 Regierungschef seines Landes. Am 23. Mai 2010 wurde in Äthiopien ein neues Parlament gewählt. Dem regierenden Parteienbündnis Revolutionäre Demokratische Front der Äthiopischen Völker EPRDF (Ethiopian People’s Revolutionary Democratic Front) unter Leitung von Meles wurde zwei Tage nach der Wahl der Sieg zugesprochen.
Von Juni 1995 bis Juni 1996 war Meles Vorsitzender der Organisation für Afrikanische Einheit, der heutigen Afrikanischen Union.
Nachdem Meles zunächst von westlichen Politikern, z. B. Tony Blair, unterstützt und als „Hoffnung für die Demokratie in Äthiopien“ gelobt wurde, kam es im Laufe seiner Regierungszeit vermehrt zu Berichten über Menschenrechtsverletzungen. Außerdem wurde die massive militärische Aufrüstung infolge der Grenzstreitigkeiten mit Eritrea und des Bürgerkrieges in Somalia kritisiert, die das ohnehin arme Land hohe Summen kostete. Nach den Wahlen im Mai 2005 wurde er kritisiert für sein harsches Vorgehen gegen Demonstranten, welche gegen die Umstände der Wiederwahl Zenawis protestierten. Viele demonstrierende Oppositionelle und kritische Journalisten wurden festgenommen und saßen zum Teil noch 2007 im Gefängnis, außerdem wurden die Mitwirkungsrechte der Opposition im Parlament stark beschränkt. Während Zenawis Regierung kam es zu systematischen Menschenrechtsverletzungen gegen politische Gegner und Demonstranten, die unter anderem in dem ehemaligen Gefängnis Maekelawi inhaftiert wurden und dort Folter und Willkür ausgesetzt wurden. Fortschritte gab es dagegen in der Landwirtschaft und der Ernährungssituation des in der Vergangenheit von zahlreichen Hungersnöten heimgesuchten Landes.
Am 24. Dezember 2006 erklärte er der somalischen Union islamischer Gerichte den Krieg und ließ somalische Städte, die unter der Kontrolle der Union islamischer Gerichte stehen, bombardieren. Dies begründete er mit der akuten Gefährdung der nationalen Sicherheit von Äthiopien.
Am Abend des 20. Augusts 2012 starb der Regierungschef in einem Brüsseler Krankenhaus an den Folgen einer Infektion.